# Zablokování Wikipedie v Turecku

logo turecké Wikipedie od dubna 2017 do března 2018

Zablokování Wikipedie v Turecku ze strany státních tureckých úřadů se uskutečnilo 29. dubna 2017 a postihlo všechny jazykové verze Wikipedie.
Přístup byl zablokován Tureckým úřadem pro informace a telekomunikaci na základě tureckého zákona číslo 5651. Uvedeným důvodem byly tvrzení v článku „Státem podporovaný terorizmus“ na anglické verzi Wikipedie. V tomto článku je Turecko popisováno jako jedna ze zemí podporujících terorismus, mimo jiné organizace Al-Káida a Islámský stát. Tureckými úřady byla daná tvrzení, ocitovaná věrohodnými zdroji, vnímána jako manipulativní. Dne 26. prosince 2019 rozhodl turecký ústavní soud, že blokování Wikipedie porušuje lidská práva, a nařídil její odblokování. 15. ledna 2020 byl přístup k webu Wikipedie obnoven.

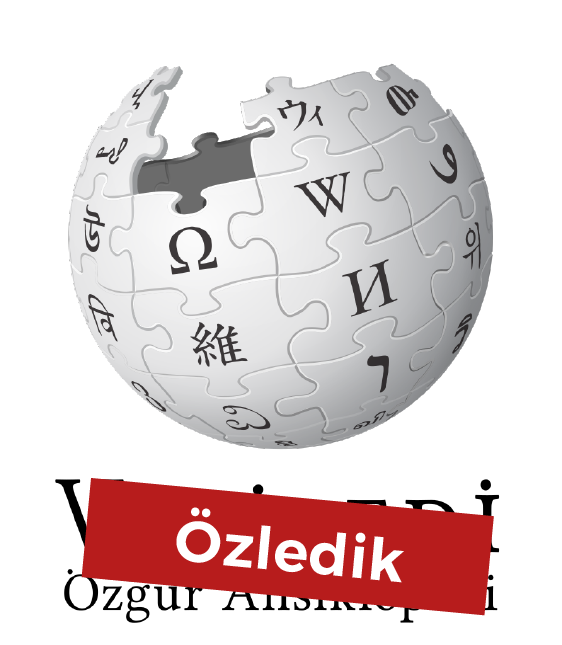
Logo turecké Wikipedie po březnu 2018 změněné v rámci kampaně „Özledik / We Miss Turkey“
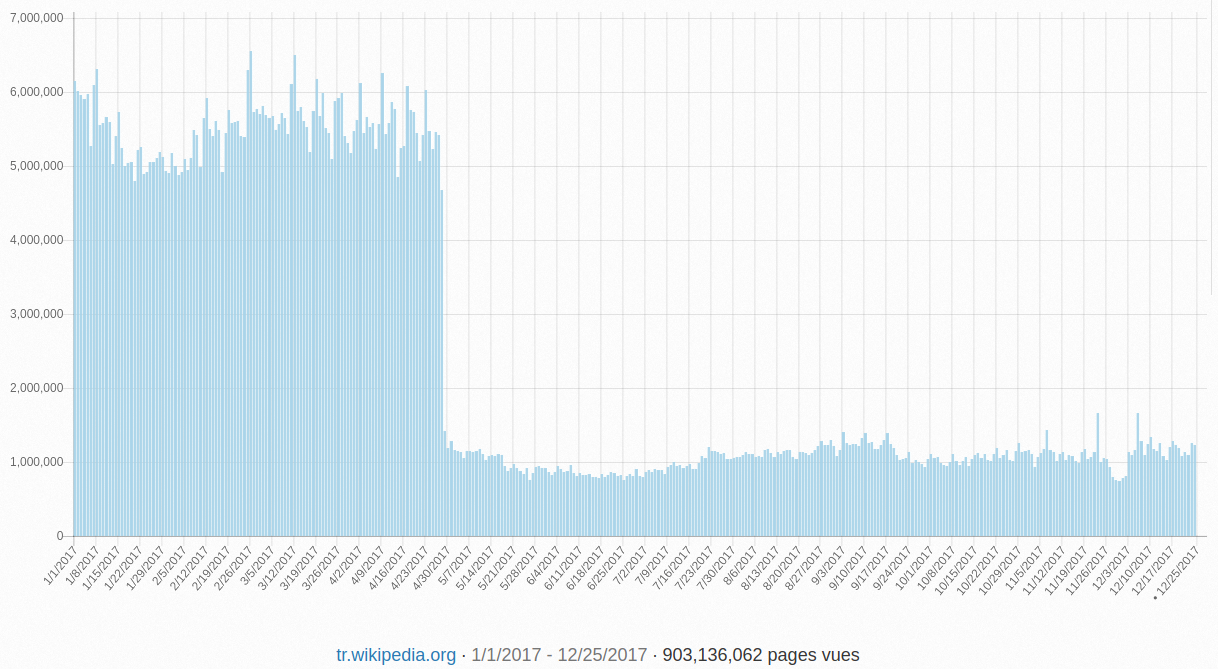
Pokles počtu přístupů na tureckou Wikipedii po jejím zablokování